# Tilla Kratochwil
Tilla Kratochwil (* 1974 in Zittau) ist eine deutsche Film- und Theaterschauspielerin.

## Werdegang
Kratochwil wuchs in Berlin auf und studierte von 1995 bis 1999 an der Hochschule für Schauspielkunst „Ernst Busch“ in Berlin. sie arbeitete 1999 als Puppenspieler am Puppentheater Halle und war an mehreren bekannten Bühnen zu sehen, seit 2002 als freischaffende Theaterschauspielerin und ist für Film, Funk und Fernsehen tätig.

## Wirken

### Theaterrollen
Kratochwil stand 1997 auf der Bühne des Berliner Hebbel-Theaters bei Robert Wilsons Stück „Saints & Singing – an operetta“. Von 1999 bis 2002 war sie Ensemblemitglied des Theaterhauses Jena und spielte dort folgende Rollen:
- Natascha in „Nachtasyl“ von Maxim Gorki (Regie: Claudia Bauer)
- Hauptrolle als Irmi in „Die Eingeborene“ von Franz Xaver Kroetz (Regie: Claudia Bauer)
- Johanna in „Baal“ von Bertolt Brecht (Regie: Walter Meierjohann)
- Schwester in „Nietzsche!“ von Tom Peuckert (Regie: Christina Emig-Könning)

Seit 2000 trat sie als freie Schauspielerin in folgenden Rollen auf:
- 2001: Hauptrolle als Mairead in „Der Leutnant von Inishmore“ von Martin McDonagh (Regie: Jan Jochymski), Kammerspiele Deutsches Theater Berlin
- 2003: Amelia in „Bernarda Albas Haus“ von Federico García Lorca (Regie: Stefan Metz), Deutsches Theater Göttingen
- 2003–2004: Absolut in „Unschuld“ von Dea Loher (Regie: Andreas Kriegenburg), Thalia Theater, Hamburg
- 2004: Lela in „Vaterlos“ von Claudius Lünstedt (Regie: Stephanie Sewella), Staatsschauspiel Dresden/Theaterhaus Jena

- 2005: Feinkostmädchen in „Gott save America“ von Biljana Srbljanović (Regie: Robert Lehniger), Schauspiel Frankfurt
- 2005: Olga in „Schmutzige Hände“ von Jean-Paul Sartre (Regie: Christiane Schneider), Schauspiel Frankfurt
- 2005: „Betrachte meine Seel“ (Ensemblestück von Christiane Pohle), Sophiensaele, Berlin
- 2005: „Bier für Frauen“ von Felicia Zeller (Regie: Kerstin Lenhart), Sophiensaele, Berlin
- 2006: Medea in „Mamma Medea“ von Tom Lanoye (Regie: André Rößler), Box Deutsches Theater Berlin[4]

### Filmografie (Auswahl)
Kino
- 2001: Die Ritterinnen (Ensemblefilm; Regie: Barbara Teufel)
- 2003: Tilt (Regie: Michael Venus)
- 2006: Haiku (Kurzfilm; Regie: Florencia Hurtado)
- 2007: Der Lotse (Regie: Nicolai Rohde)
- 2007: Human Kapital (Regie: Diemo Kemmesies)
- 2008: 10 Sekunden
- 2012: Sein letztes Rennen (Regie: Kilian Riedhof)
- 2019: Der Goldene Handschuh
- 2022: Tár
- 2024: In Liebe, Eure Hilde

Fernsehen
- 2004: Der zweite Blick (Regie: Ariane Zeller)
- 2006: Blutrache (Episode von Abschnitt 40; Regie: Florian Kern)
- 2006: Die Täuschung (nach Charlotte Link; Regie: Michael Steinke)
- 2006: Hokuspokus Junior (Regie: Claudia Garde)
- 2006: Irrwege zum Glück (Regie: Ariane Zeller)
- 2007: Tatort – Investigativ (Regie: Claudia Garde)
- 2007: Gute Zeiten, schlechte Zeiten (Episoden unter Regie von Lars Morgenroth und Samira Radsi)
- 2007: Doctor’s Diary (Episode unter Regie von Oliver Schmitz)
- 2008: Hochspannung Teil 1 (Episode von GSG 9 – Ihr Einsatz ist ihr Leben; Regie: Michael Wenning)
- 2008: Tatort – Borowski und das Mädchen im Moor (Regie: Claudia Garde)
- 2008: Tatort – Der tote Chinese (Regie: Hendrik Handloegten)
- 2009: Ein Hausboot zum Verlieben (Regie: Jorgo Papavassiliou)
- 2009: (K)eine Frage des Alters (Episode von Doktor Martin; Regie: Claudia Garde)
- 2010: Arm dran (Episode von Danni Lowinski; Regie: Jorgo Papavassiliou)
- 2011: Abgebrannt (Regie: Verena S. Freytag)
- 2011: SOKO Leipzig (Episode unter Regie von Maris Pfeiffer)
- 2012: Bankraub für Anfänger (Regie: Claudia Garde)
- 2013: Cityburger vs. Landleben (Episode von Doc meets Dorf; Regie: Franziska Meyer Price)
- 2013: Geld her oder Autsch'n! (Regie: René Marik, Johan Robin)
- 2019: Kommissarin Heller – Herzversagen
- 2019: Polizeiruf 110: Mörderische Dorfgemeinschaft
- 2021: Polizeiruf 110: An der Saale hellem Strande
- 2023: Mit Herz und Holly: Diagnose Neustart
- 2023: Mit Herz und Holly: Muttergefühle
- 2024: Mit Herz und Holly: Lichtblicke
- 2024: Mit Herz und Holly: Kleine Wunder
- 2025: Tatort: Restschuld

## Hörspiele
- 2003: Holger Teschke: Jungfrau Maleen, Regie: Barbara Plensat (Kinderhörspiel – DLR Berlin)
- 2022: Rainald Grebe: Fallada. Ein Leben im Rausch, Komposition: Steffen Schleiermacher, Regie: Ulrich Lampen, Produktion: RBB Kultur